# ATACMS
ATACMS (англ. Army TACtical Missile System — Армійська тактична ракетна система) — тактична балістична ракета, які виробляє компанія Lockheed Martin. Створена в часи Холодної війни і вперше застосована в 1991 році під час війни в Перській затоці.
Різні варіанти оснащення балістичної ракети мають індекси МО США MGM-140, MGM-164 і MGM-168. Ракети ATACMS у капсулі мають індекси M39, M48, M57 та інші.

## Опис

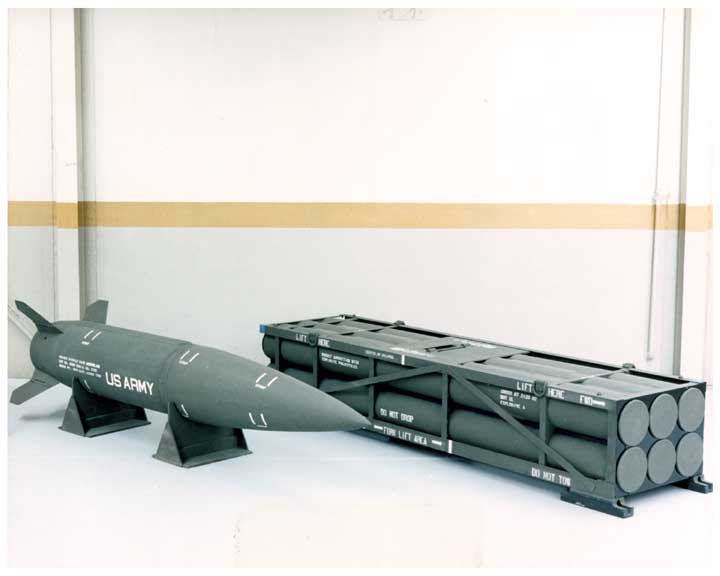
Ракета ATACMS поруч з транспортно-пусковим контейнером

ATACMS є окремим сімейством подібних за зовнішнім виглядом ракет із приблизним діаметром 610 міліметрів (24 дюйми) та 4 метри завдовжки (13 футів), що станом на  2007 рік вже мало такі різновиди ракет, як Block I, Block IA, Block IA QRU та Block IA Unitary PIP (англ. Predicted impact point, з унітарною бойовою частиною та можливістю прогнозування точки ураження).
Кожна ракета запакована до пускової капсули, зовні ідентичної до капсул типу MFOM. В одній капсулі знаходиться одна ракета. Її запуск відбувається з пускових установок сімейства MLRS: M270 та M142.
Ракети ATACMS різних модифікацій утворюють сімейство AFOM (англ. ATACMS family of munitions). Разом із сімействами озброєнь MFOM та PrSM вони є боєприпасами для систем M142 та M270. Розвиток цих серій боєприпасів здійснюється в рамках проєкту PFRMS (Precision Fires Rocket & Missile Systems Project) під егідою департаменту PEO MS — USAASC (Program Executive Office Missiles and Space Organization — U.S. Army Acquisition Support Center) американської армії.
Основною відмінністю ракет різних модифікацій є маса бойової частини, її тип та система наведення.
Аби завадити контрбатарейним РЛС точно визначати координати пускової установки, ракета може рухатись за квазібалістичною траєкторією. Однак в такому випадку скорочується максимальна відстань до цілі.
Попри те, що ракети Block IA мають меншу бойову частину в порівнянні з Block I (275 проти 950 бойових елементів) за рахунок вищої точності їм вдалось зберегти ефективність ураження на рівні попередньої моделі.

## Історія

### Розробка
ATACMS стала кульмінацією декількох програм зі створення тактичного ракетного комплексу згідно ухваленої наприкінці 1970-х — початку 1980-х років доктрини Повітряно-наземної операції (англ. AirLand Battle) на випадок можливої агресії з боку чисельно більших сил Радянського блоку на теренах Європи. Ця доктрина передбачала можливість сухопутних військ проводити глибокі операції на рівні корпусу: завдавати удари вглиб ворожих порядків, руйнувати логістику, пункти зв'язку та управління, уражати другий ешелон до його потрапляння на фронт і тим самим створювати передумови для ефективної боротьби та маневру проти першого ешелону. На рівні НАТО доктрина Повітряно-наземної операції була відображена в доктрині Follow-on Forces Attack.
Потребу в новій оперативно-тактичній ракетні системі також було встановлено внаслідок декількох досліджень проведених у 1975—1979 роки. В 1979 бюджетному році Повітряні та Сухопутні війська США погодились спільно працювати над новим комплексом: Повітряні сили мали забезпечити повітряну РЛС для виявлення та ідентифікації цілей в тилу противника, натомість Армія взяла відповідальність за створення ракети, системи управління вогнем, та самонавідні бойові елементи.
Таким чином, з огляду на нову доктрину відбувались роботи над створенням нової тактичної ракетної системи ATACMS, також вона вплинула і на створення ударного гелікоптера AH-64 Apache.
Аби заощадити кошти дослідження за новою ракетною програмою були передані DARPA. Розпочата в 1978 році програма досліджень Assault Breaker мала на меті вивчити можливості сучасних технологічних рішень для створення «системи систем» для ураження рухомих цілей в тилу противника.
Повітряні сили взяли участь в програмі досліджень з повітряною РЛС Pave Mover на основі пасивної фазованої решітки, а сухопутні війська випробовували балістичні ракети T-16 та T-22.
Ракета Т-16 була створена на основі зенітної ракети від комплексу MIM-104 Patriot, на ній була встановлена високоточна система інерційної навігації з додатковим модулем астронавігації для корекції траєкторії в польоті.
Ракета Т-22 була створена на основі ракети SIG-D (англ. Simplified Inertial Guidance Demonstrator — спрощений демонстратор технологій інерційних систем навігації), яка брала участь в програмі досліджень раніше. Ця ракета була побудована на основі ракети MGM-52 Lance, на яку встановлено твердопаливний ракетний двигун замість рідинного, кільцевим лазерним гіроскопом Honeywell H700-A3, тощо.
Випробування були успішними та довели наявність технологій, потрібних для створення ракетних систем для ураження другого ешелону противника. Однак, не вдалось продемонструвати здатність самонавідних бойових елементів уражати бронетехніку на марші.
В 1981 році сухопутні війська США створили робочу групу для опрацювання вимог для «Системи озброєнь корпусної підтримки» (англ. Corps Support Weapon System, CSWS). Оскільки повітряні сили працювали над створенням схожої системи то в 1983 році МО США об'єднало їх у програму «Єдиного тактичного ракетного комплексу» (англ. Joint TACMS, JTACMS).
В 1984 році Повітряні сили припинили участь в програмі, а в травні 1985 року сухопутні війська отримали дозвіл від міністерства оборони продовжити роботу над новою системою, яка отримала назву «Армійська тактична ракетна система» (англ. Army Tactical Missile System, ATACMS).
Завдяки проведеним раніше дослідженням «Assault Breaker» та використанню вже відпрацьованих технологій: бойова частина ракет Block I мала елементи касетних бойових частин M251A1/M251A2 ракет MGM-52 Lance, ракетне паливо запозичене в ракет M26 як і виробник ракетних двигунів, лазерні гіроскопи для системи наведення уже виготовляла авіаційна промисловість то програма розробки нової ракетної системи була дещо скорочена.

### Виробництво
У травні 1986 року укладено головний контракт на розробку ATACMS з фірмою Ling-Temco-Vought (LTV) (розробник MGM-52 Lance), незабаром після цього, ракеті надали індекс MGM-140. Перший випробувальний пуск ракети XMGM-140A провели 26 квітня 1988 року, а в грудні того ж року почалося виготовлення невеликої серії[джерело?].
Експлуатацію MGM-140A ATACMS розпочали в січні 1991 року, тоді ж — заміну ОТРК MGM-52 «Lance»[джерело?].
У 1992 році компанію LTV придбала Loral Corporation, утворивши Loral Vought Systems, яку своєю чергою в 1996 році придбала Lockheed Martin. Сьогодні головним підрядником з ATACMS є підрозділ Missiles and Fire Control компанії Lockheed Martin[джерело?].
У 2007 році армія США припинила програму ATACMS через високу вартість, що унеможливило поповнення запасів. Для підтримки наявного арсеналу була запущена програма продовження строку служби ATACMS (SLEP; англ. «Service Life Extension Program»), яка передбачає оновлення або заміну системи руху та навігації, заміну бойових частин із касетними боєприпасами на унітарну фугасну боєголовку, а також додавання варіанту детонатора з наближеним підривом для створення зонального ураження. Очікувалося, що постачання почнеться у 2018 році. Програма SLEP була тимчасовим рішенням, що давала час на завершення аналізу та розробку наступника для застарілого арсеналу ATACMS, який міг би бути готовий приблизно до 2022 року.

### Заміна
Через те що ATACMS не відповідала сучасним вимогам, з 2016 року розпочалася розробка програми Long-Range Precision Fires (LRPF), яка згодом була перейменована на Precision Strike Missile (PrSM). Метою було замінити ракети ATACMS на етапі «Increment 1» (версії) PrSM. Безпосередньо ця заміна почала надходити до армії США наприкінці 2023 року.

## Модифікації
M39 (ATACMS Block I)перша модифікація з інерційною системою наведення на основі лазерного гіроскопа. Ефективна дальність застосування: 25–165 км. Касетна бойова частина містить 950 касетних бойових елементів M74 якими може бути покрито коло радіусом до 206 м в діаметрі (33000 м²). Розмір цього кола залежить від висоти розкриття контейнера, яка визначається налаштуванням затримки електронного підривача. Протягом 1990—1997 років було виготовлено 1650 одиниць, після чого виробництво перейшло на виготовлення M39A1. Поступово відбувається модернізація до рівня M57E1.
M39A1 (ATACMS Block IA)система наведення комбінована, інерційна доповнена модулем супутникової навігації. Контейнер містить 300 касетних бойових елементів M74. Завдяки меншій масі бойової частини зросла ефективна дальність застосування до 20 — 300 км. Протягом 1993—2003 років було виготовлено 610 одиниць Триває програма модернізації до рівня M57E1.
M48 (ATACMS Quick Reaction Unitary [QRU])система наведення комбінована, інерційно-супутникова. Ефективна дальність від 70 до 300 км. Бойова частина WDU-18/B унітарна фугасна-уламкова проникного типу масою 230 кг позичена в протикорабельної ракети Harpoon. Дана частина встановлена в блок головної частини WAU-23/B. Протягом 2001—2004 років було виготовлено 176 одиниці.
M57 (ATACMS TACMS 2000)система наведення комбінована, інерційно-супутникова. Ефективна дальність від 70 до 300 км. Бойова частина така сама, як і у M48 — WAU-23/B. Протягом 2003—2013 років виготовлено 513 одиниць. Кругове імовірне відхилення до 9 метрів.
M57E1 (ATACMS Modification [MOD])система наведення комбінована інерційно-супутникова. Позначення M57E1 отримують ракети M39 та M39A1 після модернізації з оновленням ракетного палива, системи управління, та унітарною бойовою частиною WAU-23/B замість контейнера з касетними елементами M74. Дана модифікація має датчик відстані для можливості повітряного підриву. Виробництво розпочате в 2017 році з першої партії в 220 одиниць.

### Порівняння
| Модифікація              | MGM-140A ATACMS Block 1 | MGM-140B ATACMS Block 1A | MGM-164A ATACMS Block 2        | MGM-164B ATACMS Block 2A            | MGM-168A ATACMS Block 4A   |
| ------------------------ | ----------------------- | ------------------------ | ------------------------------ | ----------------------------------- | -------------------------- |
| Рік початку експлуатації | 1991                    | 1998                     | 2003                           | Роботи припинені 2003               | 2003                       |
| Кількість ступенів       | 1                       | 1                        | 1                              | 1                                   | 1                          |
| Довжина                  | 3,96 м                  | 3,96 м                   | 3,96 м                         | 4,00 м                              | 4,00 м                     |
| Діаметр                  | 0,61 м                  | 0,61 м                   | 0,61 м                         | 0,61 м                              | 0,61 м                     |
| Розмах крил              | 1,4 м                   | 1,4 м                    | 1,4 м                          | 1,4 м                               | 1,4 м                      |
| Маса                     | 1670 кг                 | 1320 кг                  | 1480 кг                        | немає даних                         | немає даних                |
| Маса ГЧ                  | 560 кг                  | 160 кг                   | 268 кг                         | немає даних                         | 227 кг                     |
| Тип ГЧ                   | Касетна 950 БЕ M74      | Касетна 275 БЕ M74       | Касетна 13 самонавідних БЕ BAT | Касетна 6 самонавідних БЕ P3I I-BAT | Осколково-фугасна WDU-18/B |
| Дальність стрільби       | 165 км                  | 300 км                   | 140 км                         | 220 км                              | 270 км                     |
| Тип системи управління   | ІНС                     | ІНС + GPS                | ІНС + GPS                      | ІНС + GPS                           | ІНС + GPS                  |
| Точність (КІВ)           | 225—250 м               | менш як 100 м            | 200 м                          | менш як 100 м                       | 10—20 м                    |

## Суббоєприпаси
Окрім осколково-фугасного наповнювача бойової частини WDU-18/B ракета також може містити касетну таку, що складається або з M74 APAM (Anti-Personnel Anti-Material) або з BAT.

### M74
Уламково-фугасний касетний бойовий елемент М74 (APAM — англ. Anti Personnel, Anti Material) призначений для ураження живої сили та неброньованої техніки. Також має певною мірою запалювальну дію завдяки вмісту спеціальних речовин.
В 1978 році був створений варіант касетних бойових частини для тактичних ракет MGM-52 Lance з бойовими елементами цього типу. Бойова частина M251A1 містила 580, а M251A2 — 300 бойових елементів M74.
Бойова частина ракет ATACMS Block I містить 950, а Block IA — 275 бойових елементів цього типу.
Має асиметричну сферичну форму з виразними, закрученими у спіраль ребрами. Корпус сталевий, до нього точковим зварюванням приварена вольфрам-нікель-залізна підкладка з насічками для утворення уламків при детонації. Вибухова речовина — композиція В. Маса бойового елемента 0,59 кг при діаметрі близько 6 см.
Дані бойові елементи ефективні проти неброньованої техніки, літаків та вертольотів на стоянках, складів боєприпасів, систем протиповітряної оборони, скупчень живої сили тощо, але не важкої бронетехніки. Ефективний радіус ураження живої сили — до 15 м.
Частка бойових елементів M74, що не спрацювали, може сягати 2 %, що дорівнює 19 елементам на одну ракету M39.
Після розкидання з контейнера, завдяки асиметричній формі та ребрам, касетний бойовий елемент набуває обертального руху й при досягненні 2400 обертів на хвилину відбувається зведення контактного підривача в бойове положення.
Ззовні подібний на бойові елементи BLU-63 та BLU-86 та на радянський-російський ШОАБ-0,5, якими споряджені авіаційні касетні контейнери РБК-500.
Ракета (наприклад M39A1) в термінальній ділянці траєкторії польоту починає обертатись навколо осі та після підриву вишибного заряду та підриву оболонки з контейнера відцентровою силою починають розкидатись касетні бойові елементи. Площа та щільність ураження касетними бойовими елементами залежить від встановленої перед пуском висоти розкриття контейнера (визначається затримкою електронного підривача M219A2).

### BAT
Тандемний кумулятивний розумний касетний бойовий елемент BAT (англ. Brilliant Anti-Armor — буквально «розумний протитанковий») створено в межах програми досліджень Assault Breaker DARPA. Призначені для ураження важкої та легкої бронетехніки у русі. Зокрема, основних бойових танків, бойових машин піхоти, самохідної та причіпної артилерії.
Після розкидання з контейнера бойовий елемент розкриває хвостовий стабілізатор і розправляє чотири крила, на кінчиках яких розміщено акустичні сенсори. Акустичні сенсори призначені для виявлення бронетехніки в русі за її звуком. Надалі боєприпас наводиться бортовим тепловим датчиком, відкріпляє стабілізатор і вмикає ракетний двигун.
Подальша модифікація P3P BAT (англ. Preplanned Product Improvement) отримала РЛС міліметрового діапазону та можливість уражати стаціонарну техніку. Таким чином діапазон можливих цілей розширився за рахунок систем протиповітряної оборони, РЛС, пускових тактичних ракетних систем та РСЗВ.
Обидві модифікації проводять пошук цілей у колі радіусом 4 км (тобто на площі майже 50 км²).
Роботи над створенням бойових елементів цього типу зупинені в 2003 році.

## Бойове застосування
Уперше ATACMS використали у 1991 році під час операції «Буря в пустелі», всього по іракських цілях використано 32 ракети MGM-140A з ПУ M270 MLRS.
Під час операції «Іракська свобода» використали понад 450 ракет.

### Війна в Перській затоці
Ракети ATACMS Block I (як і установки M270 MLRS) отримали бойове хрещення під час операції «Буря в пустелі» куди потрапили одразу з випробувань з ракетного полігону «Вайт Сендс». Тут їх застосували для придушення іракської протиповітряної оборони, ударів по високопріоритетних об'єктах та контрбатарейної боротьби. Із перекинутих Сполученими Штатами 189 установок M270 (іще 12 одиниць були наявні у британських військових) дві батареї — 18 одиниць, були окремо модернізовані та здатні застосовувати ATACMS.
Першим випадком застосування стало успішне ураження позиції зенітної ракетної системи С-75 для убезпечення запланованих місій для бомбардувальників B-52. Батарея M270 MLRS 6-го батальйону 27-го полку польової артилерії (особовий склад якої брав безпосередню участь у випробуваннях нової системи) отримала координати цілі, коли перебувала на марші дорогою вздовж Трансаравійського нафтогону та після нетривалої зупинки терміново підготувалась для пуску ракет. Та узгодження повітряного простору забрало кілька годин протягом яких батарея тричі змінювала позицію і лише об 00:42 18 січня 1991 року були успішно запущені перші дві ракети. Дещо згодом того ж дня було використано іще 6 ракет для ураження іракських позицій протиповітряної оборони.
Основним засобом виявлення цілей слугували системи JSTARS — повітряні РЛС інтегровані в модифіковані літаки Boeing 707—300.
Всього протягом війни було використано 32 ракети (із відправлених до Саудівської Аравії 105 ракет) ATACMS Block I для виконання 24 бойових задач. Зокрема, 11 з придушення ворожої протиповітряної оборони, дві з ураження логістичних вузлів, п'ять для ураження РСЗВ, одна для ураження мосту, яким рухалась колона, та п'ять для ураження позицій з ворожими тактичними ракетними комплексами (наприклад, 9К72 «Ельбрус» та 9К52 «Луна-М»). Попри те, що всі 32 пуски були успішними, одна ракета потім була знайдена саперами у нерозірваному стані. Однак, оскільки на ураження кожної цілі зазвичай витрачали дві ракети, всі 100 % цілей були уражені успішно.
Під час виконання цих задач система проявила високу готовність та оперативність. Так, на терміновий запит пілота штурмовика A-10 було знищено позицію протиповітряної оборони. А внаслідок удару по колоні, що рухалась мостом, було знищено та пошкоджено до 200 одиниць неброньованої техніки.
Та застосування в бойових умовах виявило і певні недоліки: оскільки тогочасні пускові установки мали тільки інерційну систему навігації, екіпаж мусив виконувати топоприв'язування кожні 10 кілометрів маршу, а через дефект у програмному забезпеченні системи управління вогнем одна установка не могла здійснити залп двома ракетами в одну й ту саму ціль, і тому доводилось залучати другу установку.

### Війна в Іраку (2003—2011)
В ході операції «Свобода Іраку» артилерійські підрозділи 5-го армійського корпусу використали 414 ракет сімейства ATACMS. Зокрема, були вперше використані ракети Block IA та ракети з унітарною бойовою частиною.
13 ракет ATACMS були використані під час першого удару по об'єктах в Багдаді 20 березня 2003 року. Ними були уражені пункти управління та інші високопріоритетні цілі. За даними фахівців Міжнародного інституту стратегічних досліджень всього протягом першої доби було використано 102 ракети ATACMS.
Ракети ATACMS були використані передусім для ударів по командним пунктам армійських корпусів та дивізій армії Іраку, по позиціям іракської ППО, і уже в третю чергу — для ударів по скупченню живої сили й техніки. На меті була втрата зв'язку та керованості іракських з'єднань рівня «дивізія».
На основі досвіду операції «Буря в пустелі» були вдосконалені правила і тактика застосування системи. Час на узгодження повітряного простору перед пуском ракети (основна причина затримок під час попередньої війни) був скорочений з понад години до кількох хвилин.
В ході бойових дій система знову підтвердила високу ефективність, доступність, швидкість реакції (від отримання бойового завдання до знищення цілі), та здатність ефективно виконувати задачі за складних погодних умов (відомий випадок успішного застосування під час піщаного шторму).

### Російсько-українська війна
Вночі проти 17 жовтня 2023 року сили оборони України провели операцію «Dragonfly» (укр. бабка), під час якої завдано удару по аеродромах у Бердянську та Луганську. Російські пропагандистські ресурси стали поширювати фотографії залишків касетних бойових елементів M74, якими споряджені бойові частини деяких ракет сімейства ATACMS, зокрема ATACMS MGM-140A Block 1. Згодом поширили фото корпусу використаної для удару по аеродрому в Бердянську ракети M39.
На оприлюднених згодом супутникових знімках було помічено щонайменше 5 Ка-52 та 4 Мі-8 знищених під Бердянськом, іще 3 Мі-8 імовірно були виведені з ладу. На знімках Луганського летовища було помічено 2 знищених та імовірно 4 виведених з ладу гелікоптера. Також серед ушкоджених вертольотів було помітно кратер від вибуху, який не міг бути спричинений безпосередньо касетними елементами M74.
Через чотири дні — 21 жовтня того ж року — OSINT-група Oryx підрахувала, що ударами ЗСУ по аеродромах Бердянська та Луганська було знищено 9 гелікоптерів — 7 Ка-52 та 2 Мі-8, — й пошкоджено 15 — 8 Ка-52 та 7 Мі-8. Якщо такі оцінки коректні, то цим ракетним ударом було знищено 11,5 % російського флоту Ка-52 станом на початок вторгнення.
25 жовтня 2023 року російська пропаганда поширювала суперечливі повідомлення про перехоплення масованого ракетного удару начебто із застосуванням ракет С-200, HARM, GMLRS та ATACMS. Проте, за іншими повідомленнями українським ракетникам вдалось уразити російську позицію С-400 в районі населеного пункту Білоріченськ Луганської області.
Вночі з 29 на 30 жовтня 2023 року за повідомленнями російської пропаганди на мисі Тарханкут неподалік Оленівки в окупованому Криму двома ракетами ATACMS було уражено елементи комплексу протиповітряної оборони. Цей об'єкт знаходиться на межі 165-км ефективної відстані наявних в України ракет M39. Російське видання ASTRA повідомляло через кілька годин по тому було також уражено комплекс С-300 розгорнутий поруч з селищем Молочне (45°13′07″ пн. ш. 33°15′37″ сх. д. / 45.21861° пн. ш. 33.26028° сх. д.). Проте офіційно удар не був підтверджений ані українською, ані російською стороною.
17 квітня 2024 року було завдано удару по позиціях російських С-400 в Криму, внаслідок чого було знищено три пускові установки та радар.
19 листопада 2024 року у місті Карачев на Брянщині був знищений склад з боєприпасами та матеріально-технічним забезпеченням. За повідомленням РБК-Україна з посиланням на джерела в Силах оборони, російський арсенал був уражений за допомогою оперативно-тактичних ракет ATACMS.
24 листопада 2024 року ЗСУ завдали удару ракетою ATACMS по російському зенітному ракетному комплексу С-400 у Курській області. За повідомленням Генерального штабу ЗСУ, ураження відбулося на території населеного пункту Велике Жирово.
11 грудня 2024 року Збройні сили України завдали удару по Таганрозькому авіаційному науково-технічному комплексу за допомогою ракет ATACMS. Унаслідок удару балістичними ракетами по військових об’єктах Таганрогу було вбито або поранено 42 військовослужбовці ЗС РФ.

## Оператори

### Поточні

Оператори ATACMS:
Поточні
Майбутні

- Бахрейн: 9 пускових установок і 30 ракет станом на 2010 рік[77]
- Греція: 36 пускових установок станом на 2010 рік[77], 71 ракета та очікується постачання додаткової кількості ракет Block 1A
- Естонія: влітку 2022 року погоджено продаж право 6 установок HIMARS, 18 одиниць ATACMS та, у «пакетах», 36 — GMLRS, 72 — ER GMLRS[78].
- Південна Корея: 29 пускових установок станом на 2010 рік[77], 290 ракет і очікується постачання додаткової кількості ракет Block 1A
- Румунія: 54 ракети які були поставлені до червня 2022 року[79]
- Польща:  30 ракет, ще 45 ракет були замовлені в лютому 2023[80][81]
- Латвія: восени 2023 року погоджено продаж 6 установок HIMARS та 12 «пакетів» з ракетами GMLRS та 10 ракет M57 ATACMS[78].
- Литва: восени 2023 року погоджено продаж 8 установок HIMARS з 72 «пакетами» GMLRS, 72 «пакетами» ER GMLRS та 18 ракет ATACMS[78].
- Туреччина: 12 пускових установок станом на 2010 рік[77], 120 ракет
- США: 830 пускових установок станом на 2010 рік[77], близько 4430 ракет в арсеналах
- Україна: ракети отримано в жовтні 2023 року для ударів по об'єктах на окупованій території[82].

### Майбутні
- Австралія: у травні 2022 року Австралія замовила 20 пускових установок M142 HIMARS для Австралійської армії, разом із 10 унітарними ракетами M57 ATACMS та іншими боєприпасами[83].
- Марокко: у квітні 2023 року замовлено 18 пускових установок M142 HIMARS із 40 ракетними контейнерами M57 ATACMS, а також іншими боєприпасами до РСЗВ (M30A2, M31A2) на суму приблизно 524 млн доларів США[84].

### Закупівлі
| 1991 | 373 | 236,9 млн $ | [ 85 ] |
| 1992 | 300 | 170,9 млн $ | [ 85 ] |
| 1993 | 340 | 188,2 млн $ | [ 85 ] |

### Україна
22 вересня 2023 року американські ЗМІ поширили повідомлення, що Президент Джо Байден начебто пообіцяв Володимиру Зеленському «невелику кількість» ракет ATACMS. 3 жовтня 2023 року Пентагон повідомив про готовність передати Україні невелику кількість ракет споряджених касетною бойовою частиною та дальністю до 300 км після схвалення Президентом Байденом.
Вночі проти 17 жовтня 2023 року вперше зафіксовано застосування ракет ATACMS з касетними бойовими елементами M74. Президент України Володимир Зеленський 17 жовтня 2023 року підтвердив успішне застосування ATACMS по військовому аеродрому в окупованому Бердянську. Цього ж дня стало відомо, що США ухвалили рішення про передачу Україні ракет ATACMS Block I M39 ще в серпні 2023 року. Їх включили до пакета військової допомоги, оголошеного 21 вересня 2023 під виглядом «касетних боєприпасів».
З березня 2024 року Україні було таємно передано понад 100 ракет з дальністю 300 км, також про передачу неназваної кількості ракет було оголошено в пакеті допомоги на 60,8 млрд доларів, схваленому у квітні 2024. Сотні російських військових об'єктів перебувають у зоні досяжності ATACMS.
19 листопада 2024 року Президент США Джо Байден офіційно дозволив Україні бити далекобійною зброєю по Росії. Про це заявив помічник держсекретаря США у справах Західної півкулі Браян Ніколс в інтерв'ю для O Globo
.